# Gmina miejska Lublana
Gmina miejska Lublana (słoweń.: Mestna občina Ljubljana) – gmina w Słowenii. W 2002 roku liczyła 265 900 mieszkańców.

## Miejscowości
Miejscowości wchodzące w skład miejskiej Lublana:

- Besnica
- Brezje pri Lipoglavu
- Češnjica
- Črna vas
- Dolgo Brdo
- Dvor
- Gabrje pri Jančah
- Janče
- Javor
- Lipe
- Lublana – siedziba gminy
- Mali Lipoglav
- Mali Vrh pri Prežganju
- Malo Trebeljevo
- Medno
- Pance
- Podgrad
- Podlipoglav
- Podmolnik
- Prežganje
- Rašica
- Ravno Brdo
- Repče
- Sadinja vas
- Selo pri Pancah
- Šentpavel
- Spodnje Gameljne
- Srednje Gameljne
- Stanežiče
- Toško Čelo
- Tuji Grm
- Veliki Lipoglav
- Veliko Trebeljevo
- Vnajnarje
- Volavlje
- Zagradišče
- Zgornja Besnica
- Zgornje Gameljne